# Silvia Farina Elia
Silvia Farina Elia, född 27 april 1972 i Milano, Italien, är en italiensk högerhänt tidigare professionell tennisspelare.

## Tenniskarriären
Silvia Farina blev professionell spelare på WTA-touren 1988 och spelade där till oktober 2005. Hon vann totalt 3 singel- och 9 dubbeltitlar på touren och 2 singel- och 6 dubbeltitlar i ITF-arrangerade turneringar. Hon rankades som bäst som nummer 11 i singel (maj 2002) och som nummer 29 i dubbel (juni 1999). Farina spelade totalt in $3 688 252 i prispengar.
Farina spelade 13 WTA-singelfinaler 1991-2005 och vann tre av dem, alla på grusunderlag i Strasbourg (Frankrike). I finalerna besegrade hon tyskan Anke Huber (2001, setsiffrorna 7-5, 0-6, 6-4), Jelena Dokić (2002, setsiffrorna 6-4, 3-6, 6-3) och Karolina Sprem (2003, setsiffrorna 6-3, 4-6, 6-4). I Grand Slam-turneringar nådde hon som bäst kvartsfinal i Wimbledonmästerskapen. Hon förlorade där mot Kim Clijsters.
Farina deltog i det italienska Fed Cup-laget 1993-95, 1997-2000, 2002 och 2004. 

## Spelaren och personen
Farina började spela tennis vid 10 års ålder. Hon tränades av sin make, Francesco Elia (gifta sedan 1999). Hon är en typisk "all court-spelare" med forehand som bästa vapen. 

## WTA-titlar
- Singel
  - 2003 - Strasbourg
  - 2002 - Strasbourg
  - 2001 - Strasbourg
- Dubbel
  - 2004 - Warsaw (med Francesca Schiavone)
  - 2001 - Strasbourg (med Iroda Tulyaganova)
  - 2000 - Palermo (med Rita Grande)
  - 1999 - Auckland (med Barbara Schett), Hertogenbosch (med Rita Grande), Portschach (med Karina Habsudova)
  - 1998 - Prag (med Karina Habsudova)
  - 1997 - Palermo (med Barbara Schett)
  - 1995 - Maria Lankowitz (med Andrea Temesvari).